# Ströck-Brot
Die Ströck-Brot GmbH ist eines der größten österreichischen Bäckerei-Unternehmen mit Sitz in Wien. Die Handwerksbäckerei betreibt seit 1991 Verkaufsfilialen in Wien und Umgebung und beliefert den Lebensmittelhandel.

## Geschichte
Gründung
Die Bäckerei Ströck wurde 1970 in Wien-Donaustadt von Johann Ströck, einem Bäckermeister aus dem burgenländischen Kittsee gegründet. Sein Sohn Gerhard übernahm 1977 mit Hilfe seiner Mutter Hilda den Betrieb, der zu diesem Zeitpunkt gerade zehn Mitarbeiter hatte und in der Langobardenstraße 9 im Keller produzierte. Wenige Zeit später folge ihm auch der zweite Sohn Robert ins Unternehmen nach. Das zentrale Verkaufslokal befand sich in der Langobardenstraße. Die Bäckerei Ströck belieferte zudem Kleinkunden, darunter Handelsgeschäfte und Gastronomiekunden.
Wachstum
Die Produktpalette wurde laufend erweitert und 1989 übersiedelte die Produktion an den heutigen Standort in Wien-Donaustadt, Industriestraße 68. Unter der Leitung von Gabriele und Irene Ströck wurde das Filialnetz ab 1991 kontinuierlich ausgebaut. Mittlerweile umfasste das Filialnetz über 70 Standorte in Wien und Umgebung (darunter Gerasdorf, Kittsee und Parndorf) und stellt zusätzlich zum Warenvertrieb über den Lebensmitteleinzelhandel in Österreich und dem Export einen weiteren großen Vertriebskanal dar.
Produktionserweiterung
War der Standort in der Industriestraße 68 anfangs eher noch zu großzügig dimensioniert, so herrschte aufgrund der wachsenden Auftragslage schon bald Raumnot in der Produktionsstätte. Nach mehreren An-, Zu- und Aufbauten, bei denen die ursprüngliche Nutzfläche des Gebäudes verfünffacht wurde, entschied sich die Familie Ströck 1999 zur teilweisen Ausgliederung der Produktion in eine nur 500 Meter entfernte Liegenschaft, die von der Firma Nestlé erworben wurde.

## Nachhaltigkeit
Trotz der mittlerweile erreichten Unternehmensgröße setzt Ströck nach wie vor auch auf handwerkliche Produktionsmethoden. Das verwendete Mehl ist zu 100 % angebaut und verarbeitet in Österreich, die Bäckerei setzt auf langjährige Partnerschaften mit Produzenten aus der Region. Seit 1994 werden auch Produkte in Bio-Qualität gebacken, heute ist bereits 35 % des verwendeten Mehls Bio. Seit 2006 setzt Ströck auf Fairtrade-Kaffee und bezieht die Bohnen dafür zwei Jahre später ebenfalls aus biologischem Anbau.
Übriggebliebene Produkte werden an karitative Vereine gespendet oder gehen in die Tierfuttermittel-Herstellung. Auch Anti-Waste-Apps wie „too good to go“ werden mit Ströck-Produkten unterstützt. Im Jahr 2012 wurden alle Plastiktragetaschen durch Papier- und Stofftragtaschen ersetzt. Ab 2013 erfolgte die sukzessive Umstellung auf nachhaltiges CPLA-Besteck in allen Filialen.
Die ersten Keep Cups (wiederverwendbare Becher) wurden 2014 eingeführt. Mit Oktober 2016 erfolgte die Einführung in allen Filialen. Weiters unterstützt Ströck das Pilotprojekt zur Reduzierung der Einwegbecher myCoffeeCup der Stadt Wien. Im Jahr 2017 wurde in allen Filialen auf nachhaltige Papierservietten (100 % recyceltes Material) umgestellt.
Im Frühjahr 2018 gab das Unternehmen an, für das konventionelle Sortiment ausschließlich Eier aus Bodenhaltung und für die Bioproduktlinie Biofreilandeier zu verwenden. Die Eier zum Verkauf in den Filialen stammen aus österreichischer Biofreilandhaltung.
Im Jahr 2019 wurden über 48 Lehrlinge im Betrieb ausgebildet.
Ströck ist Partner von karitativen Veranstaltungen und unterstützt zahlreiche Organisationen und Vereine. Seit 2017 besteht eine Zusammenarbeit mit der Universität für Bodenkultur Wien.

## Sonstiges
Nachdem zwei der Söhne der gegenwärtigen Eigentümerfamilie durch die Krankheit ME/CFS seit Jahren betroffen sind, gründeten sie die WE&ME Foundation, die die Aufgabe hat, die Sensibilisierung, Finanzierung und Unterstützung bei Erkrankten zu erhöhen.

## Kritik
Von Gewerkschaften und Arbeitsrechtlern wurde teilweise starke Kritik an den Arbeitsbedingungen bei Ströck geübt. So soll die Gründung eines Betriebsrates von der Firmenleitung jahrelang verhindert worden sein. Seit November 2013 gibt es jedoch einen gewählten Betriebsrat.